# Christoph Clauser

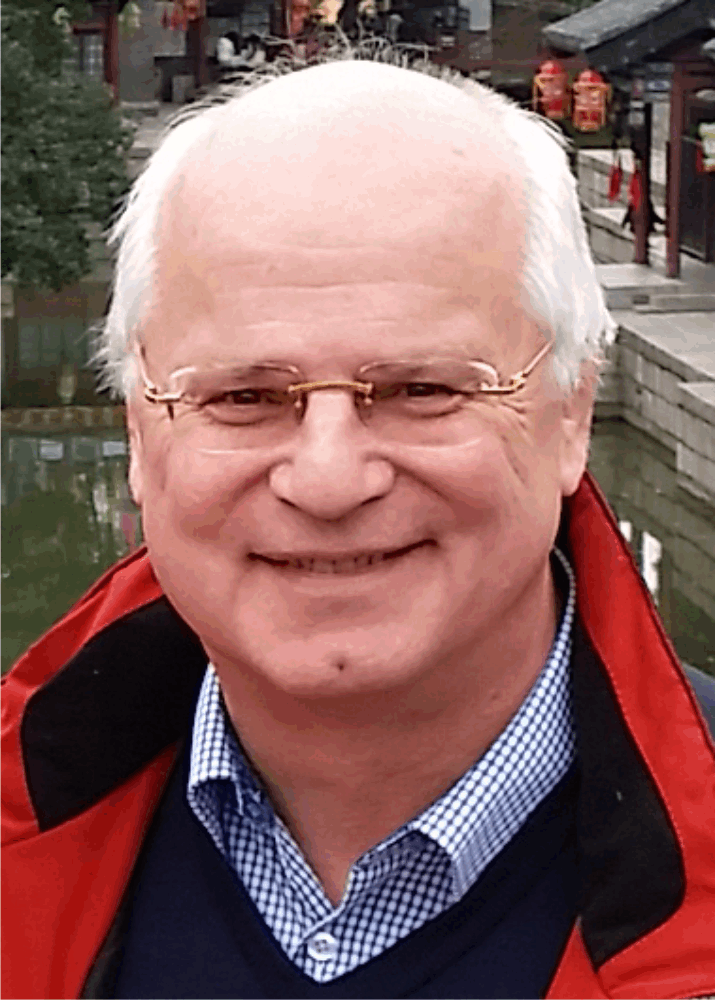
Christoph Clauser im Jahr 2015

Christoph Clauser (* 18. März 1954 in Freiburg im Breisgau) ist ein deutscher Geophysiker und Hochschullehrer.

## Herkunft und Privates
Clauser ist der zweite Sohn von Ursula Clauser, geb. Früh (Hausfrau), und Günter Clauser (Arzt); sein älterer Bruder war der Diplom-Ingenieur Thomas Clauser (1951–1982). Seit 1986 ist er mit der Mathematikerin und Geografin Karin Becker (* 1957) verheiratet. Sie haben zwei Kinder, die Materialwissenschaftlerin Johanna Charlotte Clauser (* 1989) und den Chemiker und Technischen Produktdesigner Simon Alexander Clauser (* 1993).

## Ausbildung und berufliche Laufbahn
Christoph Clauser besuchte die Grundschule in Lehen (Freiburg im Breisgau) und das Kepler-Gymnasium Freiburg. 1970–1971 war er als Austauschschüler von AFS Interkulturelle Begegnungen (damals American Field Service) Gast der Familie von Enid und Robert Snyder und besuchte die Abschlussklasse der Hempfield High School in Lancaster (Pennsylvania). Danach setzte er seine Schulausbildung wieder am Kepler-Gymnasium fort, die er 1973 mit dem Abitur abschloss.
Von 1973 begann er ein Studium der Geophysik an der TU Berlin (Technische Universität Berlin), das er 1981 mit dem Diplom abschloss. Seine Diplomarbeit, betreut von Dr. Heiner Villinger, behandelte die Berechnung einer Temperatur-Korrektur von Erdtemperatur-Daten aufgrund mehrjähriger, nicht-periodischer Temperaturschwankungen an der Erdoberfläche. Von 1981 bis 1987 bearbeitete er als wissenschaftlicher Mitarbeiter am, von Jörn Behrens geleiteten, dortigen Institut für Angewandte Geophysik, Petrologie und Lagerstättenkunde verschiedene Forschungsprojekte im Bereich der Geothermik und entwickelte die Erstversion des Computerprogramms SHEMAT zur Simulation von Wärme- und Stofftransport in porösen Medien. 1988 wurde er unter der Betreuung von Ralph Hänel an der TU Berlin mit der Dissertation zum Thema Untersuchungen zur Trennung der konduktiven und konvektiven Komponenten im Wärmetransport in einem Sedimentbecken am Beispiel des Oberrheintalgrabens zum Dr. rer. nat promoviert.
Von 1987 bis 1989 arbeitete er als Strömungsmechaniker/Hydrogeologe in der Gruppe Endlagersicherheit des Instituts für Tieflagerung (Braunschweig) der Gesellschaft für Strahlen und Umweltforschung München mbH (GSF) (heute Helmholtz Zentrum München). Von 1989 bis 2000 forschte er in der Abteilung Geowissenschaftliche Gemeinschaftsaufgaben des Niedersächsischen Landesamts für Bodenforschung (NLfB), dem späteren Leibniz-Institut für Angewandte Geophysik, als wissenschaftlicher Angestellter, Referatsleiter und Sektionsleiter in den Bereichen Hydraulik des Grundwassers, Geothermik sowie Geothermik und Grundwasserhydraulik.
1995 habilitierte Clauser sich an der Universität Bonn (Rheinische Friedrich-Wilhelms-Universität Bonn), betreut von Horst Neugebauer, mit dem Thema Wärmetransportprozesse in der Erdkruste und ihre Signaturen im Temperaturfeld und erhielt die Venia Legendi für das Fach Geophysik. Im Jahr 2000 folgte er einem Ruf an die RWTH Aachen (Rheinisch-Westfälische Technische Hochschule Aachen) auf die Professur für Angewandte Geophysik, die er bis 2007 innehatte. In diesem Jahr erhielt er einen weiteren Ruf an die RWTH Aachen auf den Lehrstuhl für Angewandte Geophysik und Geothermische Energie im Rahmen des E.ON Energy Research Center, den er bis zu seiner Emeritierung im Jahr 2018 leitete.
2006 begründete er zusammen mit den Kollegen Alan Green (ETH Zürich), sowie Kees Wapenaar und Evert Slob (TU Delft) das trinationale, englischsprachige IDEA-League-Masterprogramm Applied Geophysics. Neben zahlreichen Diplom-, Bachelor- und Masterarbeiten betreute er in seiner Zeit als Hochschullehrer 22 Doktorandinnen und Doktoranden und war für zehn weitere der Zweitbetreuer.
Als Autor und Koautor veröffentlichte Clauser über 80 wissenschaftliche Artikel zu den Themen Wärme- und Stofftransport in der Erde, Paläoklima, numerische Simulationstechnik, Gesteins- und Bohrlochphysik sowie geothermische Energie in begutachteten internationalen wissenschaftlichen Zeitschriften (siehe z. B. ′Christoph Clauser′ bei Researchgate) sowie eine Monographie zur Physik der Erde (in 1. und 2. Aufl.) und eine Monographie zur Angewandten Seismik und Gravimetrie.
Gemeinsam mit seinen Aachener Kollegen Helge Stanjek und Stefan Peiffer meldete Clauser ein deutsches und ein Europäisches Patent an für ein Verfahren und eine Anordnung zur Speicherung und dauerhaften Fixierung von in Wasser gelöstem CO2 in geologischen Formationen.

## Wirtschaftliche Tätigkeit
Im Jahr 2002 gründeten Karin und Christoph Clauser in Aachen die Geophysica Beratungsgesellschaft mbH, die sie bis Ende Juli 2024 betrieben. Deren Geschäftstätigkeit liegt in den Bereichen geothermische Energie und Interpretation geophysikalischer Bohrlochmessungen. Sie wird seit August 2024 unter neuer Leitung fortgeführt.

## Mitgliedschaften und Ehrungen
Im Jahr 2011 wurde Clauser in die Deutsche Akademie der Naturforscher Leopoldina, Sektion Geowissenschaften, Teilsektion Geophysik/Meteorologie gewählt. Dort leitete er eine Arbeitsgruppe zur geothermischen Energie im Rahmen des Gemeinschaftsprojekts Energiesysteme der Zukunft (ESYS) der Akademien Leopoldina, Deutsche Akademie der Technikwissenschaften und Union der deutschen Akademien der Wissenschaften. Darüber hinaus war er Teil einer Expertengruppe zur Erstellung eines Diskussionspapiers zu Fragen der Standortsuche und Endlagerung hochradioaktiver Materialien in Deutschland.
Der International Heat Flow Commission (IHFC) der IASPEI (International Association of Seismology and Physics and the Earth’s Interior), deren Vorsitzender er von 2007 bis 2011 war, diente er zwischen 1987 und 2015 in unterschiedlichen Funktionen als Sekretär und stellvertretender Sekretär sowie stellvertretender Vorsitzender.
Dem Forschungskollegium Physik des Erdkörpers (FKPE) gehörte er von 2000 bis 2018 an und war dessen Vorsitzender (2003–2005) sowie stellvertretender Vorsitzender (2001–2003).
Er ist Mitglied der AGU (American Geophysical Union), SEG (Society of Exploration Geophysicists), DGG (Deutsche Geophysikalische Gesellschaft), VAG (Vereinigung Aachener Geowissenschaftler) sowie der Sektionen High-Performance Computing und Energy von JARA (Jülich-Aachen Research Association).